# Бычий форум

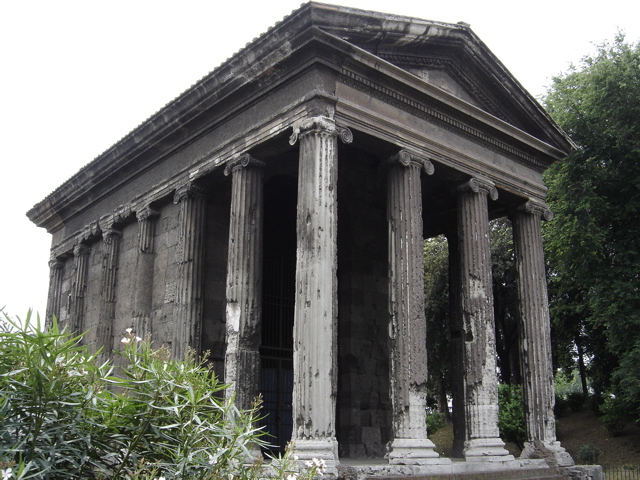
Храм Портуна на Бычьем форуме.

Бычий форум (лат. Forum Boarium) — древнейший форум (торговая площадь) Рима.
Находился на левом (восточном) берегу Тибра в ложбине, окружённой Капитолийским, Палатинским и Авентинским холмами. Здесь был брод через реку, рядом с которым вырос древнейший порт Рима (лат. Portus Tiberinus). Согласно распространённой с античности версии, когда-то на форуме велась торговля скотом, откуда и его название. Впрочем есть сомнения в пригодности этого тесного места для торговли скотом; возможно, своим названием форум обязан упоминаемой Овидием и Тацитом бронзовой скульптуре быка, стоявшей здесь. 
На форуме располагался Большой алтарь Геркулеса Непобедимого (лат. Herculis Invicti Ara Maxima), по преданию, поставленный Эвандром в память о его встрече с Геркулесом. Четвёртому царю Рима, Анку Марцию, приписывается сооружение на месте брода деревянного моста, соединившего Бычий форум с территорией нынешнего Трастевере. Шестому царю, Сервию Туллию, приписывается строительство храма Фортуны, позднее перестроенного в сдвоенный храм Фортуны и Матери Матуты. 
Под Бычьим форумом пролегает последний отрезок Большой Клоаки, выход которой виден с набережной Тибра.

Бычий форум в эпоху империи
(1) Храм Геркулеса Масличного
(2) Храм Портуна
(3) Храм Цереры (?)
(4) Aedes Æmiliana Herculis (?)
(5) Храмы Фортуны и Матери Матуты
(6) Большой алтарь Геркулеса Непобедимого
(7) Арка аргентариев
(8) Арка Януса
(9) Склады
(10) Порт Тиберино
(11) Митреум у Большого цирка
(12) Statio Annonae — учреждение контроля торговли и раздачи продовольствия

Поначалу и порт, и форум находились за пределами города — как территории, открытые для чужеземцев. Внутри города они оказались лишь после строительства Сервиевых стен, выход к мосту и Остийской дороге отныне осуществлялся через Тройные ворота. В III в. до н. э., одновременно со строительством Аврелиевой дороги, был построен мост Эмилия (получивший это название при перестройке в 179 г. до н. э.). 
Во II в. до н. э. ниже по течению был построен новый и более крупный порт (лат. Emporium), а территория Бычьего форума начала застраиваться складами и жилыми домами. Около 120 до н. э. на Бычьем форуме был построен храм Геркулеса Масличного, около 80 г. до н. э. — храм Портуна (храм Фортуны Вирилис). 
Два последних храма сохранились до наших дней, благодаря тому, что в Средневековье и позднее использовались в качестве христианских церквей. В I веке здесь появился Храм Геркулеса Помпейского, а в VI над руинами Большого алтаря Геркулеса была возведена базилика Санта-Мария-ин-Космедин. В археологической зоне Сант-Омобоно в 1930-х гг. обнаружено основание храма Фортуны и Матери Матуты. 
На восточной границе форума, где начинался район Велабр, сохранились античные Арка Януса и Арка аргентариев, а также церковь церковь Сан-Джорджо-ин-Велабро.